# 238-й истребительный авиационный полк
238-й истребительный авиационный полк — воинское подразделение Вооружённых сил СССР в Великой Отечественной войне.

## История
В составе действующей армии с 22 июня 1941 по 21 июля 1941, с 11 сентября 1941 по 19 ноября 1941 и с 1 апреля 1942 по 20 ноября 1942 года.
На 22 июня 1941 года базировался на аэродроме в Паневежисе, имея в наличии самолёты И-153. С началом войны подвёргся сильной бомбёжке. С 22 июня 1941 года приступил к боевым действиям, по 24 июня 1941 года произвёл 103 боевых вылета, по-видимому перебазировавшись в район Риги, оставив около 30 самолётов на аэродроме. 21 июля 1941 года отведён на переформирование.
В середине сентября 1941 года, имея на вооружении 19 самолётов ЛаГГ-3 был передан в ВВС 7-й армии, действовал до середины ноября 1941 года на петрозаводском направлении. 19 ноября 1941 года вновь отведён на переформирование.
Вновь приступил к боям только с 1 апреля 1942 года на Северо-Западном фронте, действует в районе Демянска, Старой Руссы. К лету 1942 года в полку имелись истребители Як-1
В конце ноября 1942 года расформирован.

## Полное наименование
- 238-й истребительный авиационный полк

## Подчинение
| Дата            | Фронт (округ)         | Армия                          | Корпус | Дивизия                                  | Примечания                                    |
| --------------- | --------------------- | ------------------------------ | ------ | ---------------------------------------- | --------------------------------------------- |
| 22.06.1941 года | Северо-Западный фронт | -                              | -      | 7-я смешанная авиационная дивизия        | -                                             |
| 01.07.1941 года | Северо-Западный фронт | -                              | -      | 7-я смешанная авиационная дивизия        | -                                             |
| 10.07.1941 года | Северо-Западный фронт | -                              | -      | 7-я смешанная авиационная дивизия        | -                                             |
| 01.08.1941 года | -                     | -                              | -      | -                                        | нет данных, переформировывался                |
| 01.09.1941 года | -                     | -                              | -      | -                                        | нет данных, переформировывался                |
| 01.10.1941 года | -                     | 7-я отдельная армия            | -      | -                                        | -                                             |
| 01.11.1941 года | -                     | 7-я отдельная армия            | -      | -                                        | -                                             |
| 01.12.1941 года | -                     | -                              | -      | -                                        | точных данных не имеется, на переформировании |
| 01.01.1942 года | Резерв Ставки ВГК     | -                              | -      | -                                        | -                                             |
| 01.02.1942 года | Резерв Ставки ВГК     | -                              | -      | -                                        | -                                             |
| 01.03.1942 года | Резерв Ставки ВГК     | -                              | -      | -                                        | -                                             |
| 01.04.1942 года | Ставка ВГК            | 6-я ударная авиационная группа | -      | -                                        | -                                             |
| 01.05.1942 года | Ставка ВГК            | 6-я ударная авиационная группа | -      | -                                        | -                                             |
| 01.06.1942 года | Ставка ВГК            | 6-я ударная авиационная группа | -      | -                                        | -                                             |
| 01.07.1942 года | Северо-Западный фронт | 6-я воздушная армия            | -      | 239-я истребительная авиационная дивизия | -                                             |
| 01.08.1942 года | Северо-Западный фронт | 6-я воздушная армия            | -      | 239-я истребительная авиационная дивизия | -                                             |
| 01.09.1942 года | Северо-Западный фронт | 6-я воздушная армия            | -      | 239-я истребительная авиационная дивизия | -                                             |
| 01.10.1942 года | Северо-Западный фронт | 6-я воздушная армия            | -      | 239-я истребительная авиационная дивизия | -                                             |
| 01.11.1942 года | Северо-Западный фронт | 6-я воздушная армия            | -      | 239-я истребительная авиационная дивизия | -                                             |

## Командиры
- майор И. А. Панфилов, погиб в апреле 1942 года
- Завражнов, Иван Дмитриевич, подполковник, апрель — май 1942 года
- майор Шевченко, ? - 22.10.1942
- майор Николай Кузьмич Кривяков, 22.10.1942 - 11.1942